# Madanata bicolorata
Madanata bicolorata är en insektsart som beskrevs av Young 1986. Madanata bicolorata ingår i släktet Madanata och familjen dvärgstritar. Inga underarter finns listade i Catalogue of Life.